# Marsilly, Charente-Maritime
Marsilly är en kommun i departementet Charente-Maritime i regionen Nouvelle-Aquitaine i västra Frankrike. Kommunen ligger  i kantonen La Rochelle 5e Canton som ligger i arrondissementet La Rochelle. År 2022 hade Marsilly 3 185 invånare.

## Befolkningsutveckling
Antalet invånare i kommunen Marsilly
Referens:INSEE